# Jane Addams
Jane Addams (Cedarville (Illinois), 6 september 1860 – Chicago, 21 mei 1935) was een Amerikaanse sociaal werkster, sociaal hervormer en pacifiste. Zelf noemde ze zich sociologe en haar werk kan als dusdanig beschouwd worden. Voor haar inspanningen voor vrede en rechtvaardigheid werd haar in 1931, als eerste Amerikaanse vrouw, de Nobelprijs voor de Vrede toegekend.

## Levensloop

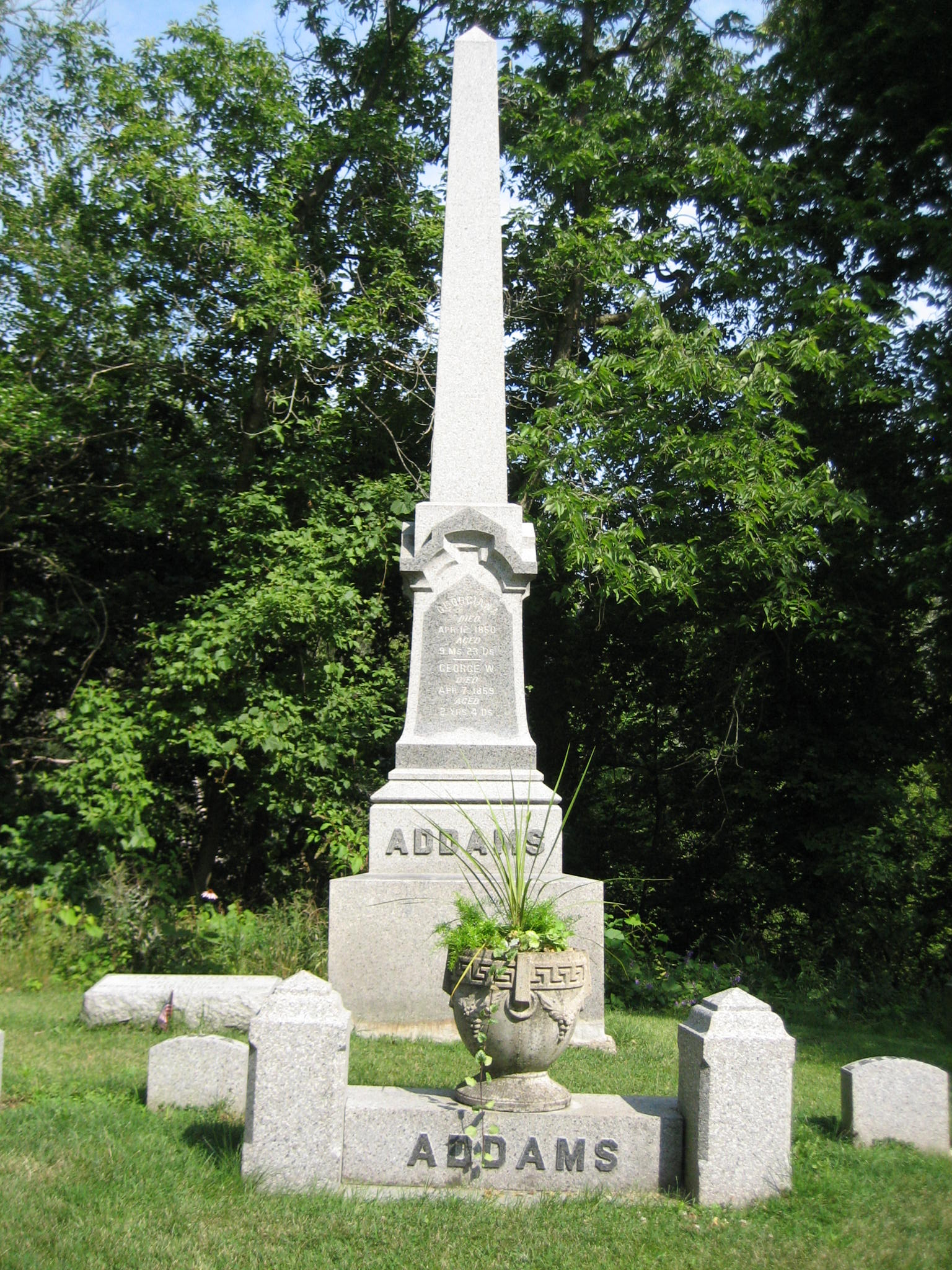
Graf Jane Addams, Cedarville Cemetery, Cedarville, Illinois, USA

Haar ouders behoorden tot de comfortabele middenklasse. In 1863 stierf haar moeder en haar vader hertrouwde in 1868. Als haar vader overlijdt in 1881 krijgt Jane een depressie. Tussen 1877 en 1881 werd zij opgeleid in de V.S. aan de Rockford Female Seminary. Hierna maakte ze een reis door Europa in de periode 1883 - 1885. Een tweede rondreis volgde in de jaren 1887 - 1888.
Haar eerste boek, getiteld "Democracy and Social Ethics" verscheen in 1902. Jane Addams maakte ook deel uit van het bestuur van de Chicago-school in de periode 1901-1909. Gedurende de Eerste Wereldoorlog was ze een vredesactiviste, wat haar het verwijt opleverde voor de Duitsers te zijn. In mei 1915 presideerde ze in Den Haag de Vrouwenvredescongres, en bij die gelegenheid richtte ze samen met Emily Greene Balch de Internationale Vrouwenliga voor Vrede en Vrijheid op.
Zij was lid van de Amerikaanse Anti-Imperialistische Liga, en stichter van zowel de American Civil Liberties Union als NAACP. In 1931 ontving Jane Addams de Nobelprijs voor de Vrede.

## Theorieën

### The Hull House
In 1889 was zij medeoprichter (met Ellen Gates Starr) van het Hull House in Chicago, een woonhuis en centrum voor sociale hervorming. Het was onderdeel van de 'settlement movement', een Brits-Amerikaanse beweging die kansrijken en kansarmen bij elkaar in de buurt en onderling in contact wilde brengen. Sociologen kwamen er vaak en het Hull House groeide uit tot een intellectueel centrum voor debat, een trefpunt voor intellectuelen.
Verschillende principes werden gehandhaafd in het Hull House:
- Jane Addams en Ellen Gates Starr woonden er
- ieder individu werd er in zijn/haar waardigheid gelaten en er woonden ook universitairen tussen de armen
- de problemen in het getto waren volgens haar een gevolg van economische omstandigheden. De oplossing ervoor bestond dan ook uit een goede opleiding, degelijk werk en een betrouwbaar inkomen.
- het individu moet zelfredzaam worden gemaakt.

### Cultureel feminisme
Addams was bovendien een theoreticus betreffende het cultureel feminisme. Haar visie hield in dat vrouwen superieur zijn aan mannen omdat ze meer humanitair, nuchterder en zorgzamer zouden zijn. Een staat heeft dan ook nood aan een vrouwelijke inbreng, omdat in een stad dezelfde noden zijn als in een huishouden (hygiëne, onderwijs, etc.) en mannen hier nu eenmaal niet zo'n ervaring mee hebben. Vrouwen echter geven toe aan de noden van hun gezin, wat hun inbreng in het bestuur verhindert. Door middel van onderwijs zou hier iets aan kunnen worden gedaan, maar onderwijs is beperkend aangezien vrouwen er worden opgeleid voor een mannelijke wereld en aldus gaan de specifieke vrouwelijke kwaliteiten verloren. De vrouw moet trachten economisch onafhankelijk te zijn van de man.

## Trivia
- In 1994 werd een inslagkrater op de planeet Venus naar haar vernoemd.
- Addams had waarschijnlijk een relatie met Mary Rozet Smith, die ook hielp in Hull House.[1]